# Luik-Bastenaken-Luik 2005
De 91e editie van Luik-Bastenaken-Luik werd gehouden op 24 april 2005. De renners zouden in deze editie van La Doyenne 260 kilometer af moeten leggen, met daarin enkele lastige beklimmingen.

## Verloop
De wedstrijd werd een mooie afsluiter van het voorseizoen, maar kreeg toch een onverwachte winnaar. Jens Voigt en Aleksandr Vinokoerov waren al ver voor de finish ontsnapt en hielden het samen uit tot de streep in Ans. Daar was Vinokoerov in een sprint met twee de beste. Michael Boogerd werd op 14 seconden derde.

## Uitslag
| Luik-Bastenaken-Luik 2005 (260 km) |                      |                        |          |
| Plaats                             | Naam                 | Ploeg                  | Tijd     |
| Winnaar                            | Aleksandr Vinokoerov | T-Mobile Team          | 6u29'09" |
| 2                                  | Jens Voigt           | Team CSC               | z.t.     |
| 3                                  | Michael Boogerd      | Rabobank               | + 14"    |
| 4                                  | Paolo Bettini        | Quickstep              | + 24"    |
| 5                                  | Cadel Evans          | Davitamon - Lotto      | z.t.     |
| 6                                  | David Etxebarria     | Liberty Seguros        | + 27"    |
| 7                                  | Miguel Ángel Martín  | Phonak Hearing Systems | + 28"    |
| 8                                  | Mirko Celestino      | Domina Vacanze         | z.t.     |
| 9                                  | Damiano Cunego       | Lampre - Caffita       | z.t.     |
| 10                                 | Ángel Vicioso        | Liberty Seguros        | z.t.     |
|                                    |                      |                        |          |
| 16                                 | Christophe Brandt    | Davitamon-Lotto        | + 1' 04" |